# هولغر والتر
هولغر والتر (بالألمانية: Holger Walter)‏ هو نحات الحجارة وفنان ألماني، ولد في 26 سبتمبر 1968 في لاوفن آم نيكار في ألمانيا.

## وصلات خارجية
- الموقع الرسمي